# Synel'nykove
Synel'nykove (in ucraino Синельникове?) è una città dell'Ucraina nell'oblast' di Dnipropetrovs'k ed ospita l'amministrazione del distretto di Synel'nykove. Nel 2022 aveva una popolazione di 28 651 abitanti. 
Fino al 18 luglio 2020 Synel'nykove era classificata come città di rilevanza regionale e costituiva un comune autonomo rispetto al distretto di Synel'nykove, anche se ne costituiva il centro amministrativo. Nell'ambito della riforma amministrativa dell'Ucraina, che ha ridotto a sette il numero dei distretti dell'oblast' di Dnipropetrovs'k, Synel'nykove è entrata a far parte del distretto di Synel'nykove.